# I Like!
I Like! es el primer sencillo del disco Tómala! de Los Tetas publicado en 2002. Contiene el sencillo que da su numbre al EP y 4 remixes con diferente DJ's.

## Lista de canciones
| I Like! |                               |          |  |
| N.º     | Título                        | Duración |  |
| 1.      | «I Like! (Radio Edit»         | 4:02     |  |
| 2.      | «I Like (Dj Raff Remix)»      | 5:38     |  |
| 3.      | «I Like (Dj Bitman Remix)»    | 5:29     |  |
| 4.      | «I Like (Instrumental Album)» | 5:39     |  |
| 5.      | «Beat Box (Feat. Tea Time)»   | 1:31     |  |

- Datos: Q24938591